# Thelotrema fissuratum
Thelotrema fissuratum är en lavart som beskrevs av Nagarkar & Hale 1989. Thelotrema fissuratum ingår i släktet Thelotrema och familjen Thelotremataceae.   Inga underarter finns listade i Catalogue of Life.